# モラクセラ・ベーブレイ
モラクセラ・ベーブレイ（Moraxella boevrei）はプロテオバクテリア門ガンマプロテオバクテリア綱シュードモナス目モラクセラ科モラクセラ属の種の一つであり、仏リヨンの健康なヤギの鼻腔内細菌叢から分離された、グラム陰性、オキシダーゼおよびカタラーゼ陽性の好気性非運動性細菌である。